# Sciurocheirus alleni
Sciurocheirus alleni is een zoogdier uit de familie van de galago's (Galagidae). De wetenschappelijke naam van de soort werd voor het eerst geldig gepubliceerd door George Robert Waterhouse in 1838.

## Ondersoorten
De soort heeft de volgende twee ondersoorten:
- Sciurocheirus alleni alleni (Waterhouse, 1838) – komt voor op het eiland Bioko.
- Sciurocheirus alleni cameronensis (Peters, 1876) – komt voor in Kameroen en Nigeria.